# Galaxies (chanson)
Singles de Owl City
Alligator Sky
(2011)
Galaxies est une chanson d'Owl City sortie le 19 avril 2011 sur iTunes. Il est extrait de l'album All Things Bright and Beautiful sorti le 14 juin 2011. Ce single ne comporte qu'une chanson: Galaxies